# Еленова гора
Еленова гора е резерват разположен в национален парк Централен Балкан, Стара планина, България.

## Основаване и статут
Обявен е за резерват с обща площ 53,88 хектара със Заповед No.2200 на Главно управление на горите при министерски съвет от 30.08.1961 година, за да се запази вековна девствена букова гора.

## География
Разположен е в едноименната местност в басейна на река Габровница на надморска височина от 820 до 1300 м. в Централна Стара Планина.

## Флора
Естествено буково насаждение на възраст 100 – 200 години, с преобладаваща възраст на дърветата 160 – 170 години, средната височина на буковата гора е около 30 метра. Сред вековните буки могат да се видят поединично ела, габър, явор и бряст.